# 陳策 (弘治癸丑進士)
陳策（1458年—？），字嘉言，號蓉湖，直隸常州府無錫縣人，民籍，明朝政治人物。

## 生平
弘治二年（1489年）己酉科應天鄉試第三十九名舉人，六年（1493年）中式癸丑科會試第二百八十三名，二甲第五十八名進士。授戶部主事，升禮部精膳司郎中，出為江西饒州府知府，奏請設置萬年縣，調浙江嚴州府知府，十年（1515年）三月升福建布政司左參政，十四年八月升江西左布政使，嘉靖元年（1522年）致仕。

## 家族
曾祖陳壽益；祖父陳友文；父陳璲，母王氏。慈侍下。兄陳榮，弟陳富、陳貴、陳表。